# Lusambo
Lusambo é uma cidade e capital da província de Sancuru, na República Democrática do Congo.

## Geografia
Está localizada na margem direita do rio Sancuru, ao norte da confluência do Sancuru com o rio Lubi.

## História

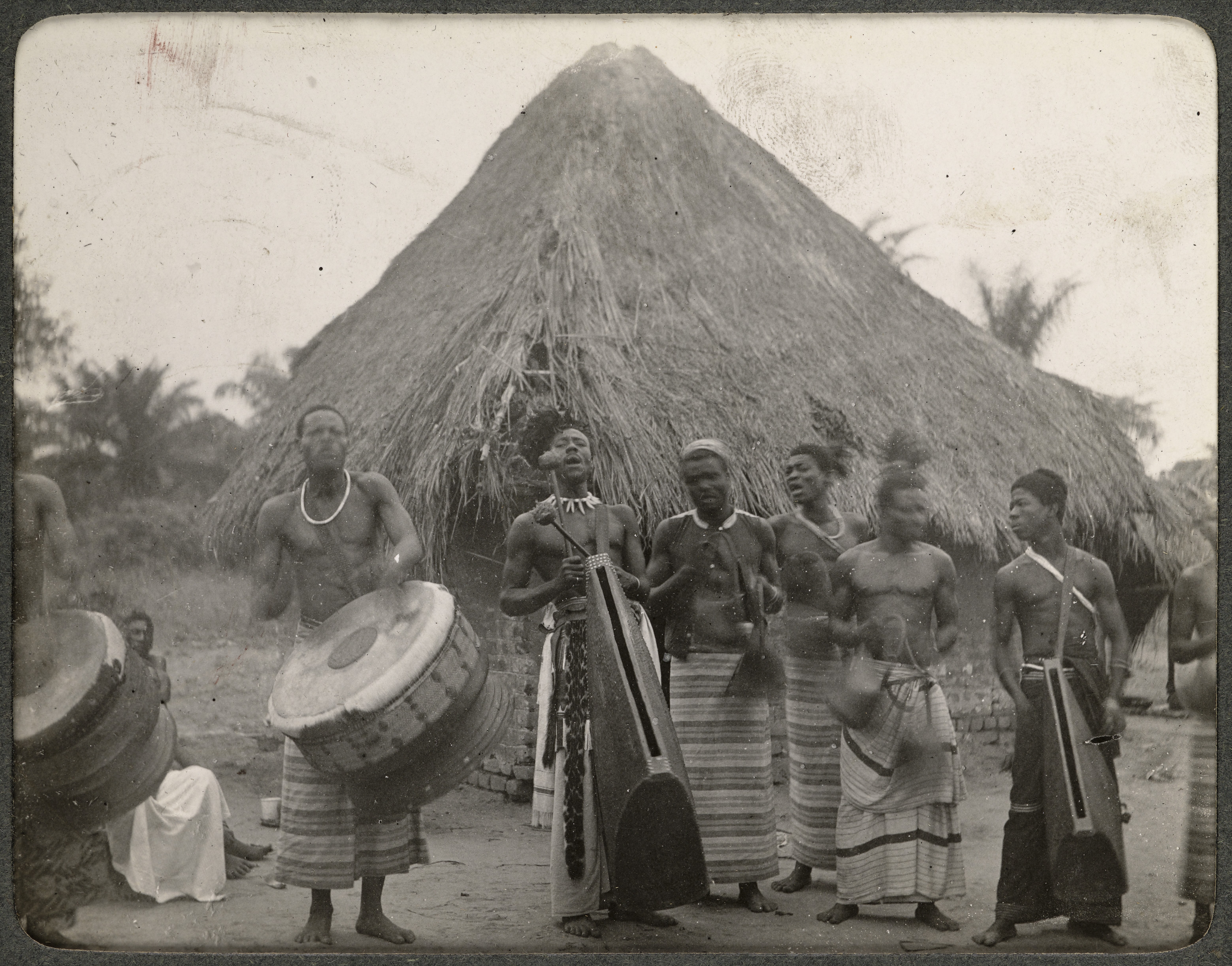
Uma banda nativa em Lusambo em 1903.

Lusambo surgiu em abril de 1890 como um posto avançado criado pelos militares belgas Paul Le Marinel e Cyriaque Gillain. O objetivo inicial do posto era a defesa contra os ataques de traficantes árabes-suaílis de escravos e marfim que invadiam o Estado Livre do Congo pelo leste. Sua posição a tornou um dos postos militares mais importantes do Estado Livre do Congo, com uma equipe permanente de dezessete brancos, seiscentos soldados nativos e quatro peças de artilharia.
Tornou-se a capital da província de Grande Cassai até 1950, antes de ser substituída por Luluaburgo (atual Cananga). Lusambo tornou-se então a sede do distrito de Sancuru tanto enquanto parte do Grande Cassai como enquanto parte de Cassai. Quando a província de Cassai foi dividida em duas, passou a fazer parte do Cassai Oriental. Com a nova divisão de Cassai Oriental para criar a nova província de Sancuru, Lusambo foi objecto de rivalidades entre Sancuru e a província de Lomami. Foi por muito tempo território disputado e administrado por um comissário especial nomeado diretamente por Quinxassa.
Em 1999, o novo governo de Laurent-Désiré Kabila e seu aliado, o governo do Zimbábue de Robert Mugabe, alegaram que mercenários estadunidenses estavam ajudando forças rebeldes apoiadas por Uganda e Ruanda. Houve um cerco a 700 soldados zimbabuanos perto de Lusambo durante a Segunda Guerra do Congo.
Com a Constituição de 2005 foi definida como a nova capital de Sancuru para dirrimir de uma vez por todas as disputas territoriais com Lomami. Somente foi instalada como capital de Sancuru em 2015.

## Infraestrutura
Lusambo é servida pelo Aeroporto de Lusambo.
É ligada ao território nacional pelas estradas R 808 e N 42. Fica distante 1310 km a leste de Quinxassa, a capital do país.